# Phymaturus calcogaster
Phymaturus calcogaster — вид ігуаноподібних ящірок родини Liolaemidae. Ендемік Аргентини.

## Поширення і екологія
Phymaturus calcogaster відомі з типової місцевості, розташованої в районі Лагуни-де-лас-Вакас в департаменті Тельсен в провінції Чубут, на висоті 680 м над рівнем моря. Вони живуть серед скель. Живляться рослинністю, є живородними, народжують 1-2 дитинчат, набувають статевої зрілості у віці 7-9 років.